# Idaea suffusata
Idaea suffusata là một loài bướm đêm trong họ Geometridae.